# 镇江站
镇江站位于中国江苏省镇江市润州区中山西路，有京沪铁路和沪宁城际铁路经过，连镇客运专线从本站接入，每天有超过200余列列车在镇江火车站停靠。镇江站设到发线11条、站台5座（其中靠南2座为2009年新建）。车站设有南北两座站房，共同完成京沪铁路和沪宁城际铁路的客运功能。截至2025年1月运行图，镇江站每日办理列车客运业务237列，其中普速列车32列、动车组列车205列。

## 历史
1908年，镇江站建成启用，其时位于镇江西郊牌湾宝盖山西侧，首任站长为黄启晋、总工程师为留德博士汪浙荣。1973年4月，政府趁原沪宁铁路双线建设这一时机，将镇江站迁址，新地址选定在镇江西郊劳动路李家山前建新客站,并填埋一座湖泊。1974年11月4日新镇江站（即现在的镇江站）动土兴建。
1977年镇江新站落成；1978年1月5日新站正式使用，广场上有20余万人参与了开站仪式，由邓颖超剪彩。新客站总面积9093平方米，主楼呈“山”字形，高7层，象征金山、焦山、北固山三山。其上“镇江”二字，为周恩来夫人邓颖超女士所书。塔楼7层，高30米，楼顶两面设大型晶体钟，主楼底层中部是进站大厅，两侧各有一个980平方米的候车大厅。1989年：接发列车辅助系统投入试验。1992年：道岔、进站显示装置、行包到达系统、客运信息管理系统等先后投入使用。1995年：镇江站客运站舍达到9308平方米，可容纳3000多人同时候车，站台发展到4座、2座地道。设7股到发线和1股存车线，可以同时交会5趟列车。
镇江火车站南广场于2010年与沪宁城际铁路同步建成并投入使用，南站房位于既有车站的南侧，在南徐新城的南面（李家山）附近。
2015年，镇江站北广场（普速场）因无法满足日益增长的运输需求而开始站改工程：工程包括重建总建筑面积7997平方米的北站房、改建普速场站台，并延伸南站房进站天桥并和普速场连接，工程概算总额3.3亿元。北站房于2016年12月13日停办客运业务，之后北广场所有列车将暂时调整到南广场售票、进站以建设新北站房。在拆除过程中，北站房萧娴的站名题字交给镇江博物馆保存，而候车室内长16.3米、宽3米的壁画则于2015年12月分为1820块拆除，日后将转交给建设中的火车主题博物馆保存；站房的钟楼则于2017年2月16日拆除。整个改造工程于2018年1月28日结束。
连镇铁路规划接入镇江枢纽，为此车站于2019年9月开始进行了改造工程。改造项目包括连镇铁路于既有城际场上海端接入5道和6道、迁建综合维修工区，同时改建镇江至镇江东站区间的既有京沪铁路约1.2千米。2020年8月14日，连镇客运专线正式接入镇江城际场。

## 车站结构

### 站房
镇江站设有南北两座站房。两个站房通过天桥和地道互联互通，按一体化站房统一管理，共同完成京沪铁路和沪宁城际铁路的客运功能。
南站房位于车站站场南侧，站房建筑面积为6000平方米，于2010年启用。站房综合楼为地上一层，局部两层，另有地下架空层，并设置站前高架和落客平台。旅客进出站采用上进下出的形式，候车室位于车站二层，面积2300余平方米，可同时容纳2500名旅客候车，设座椅150张。
镇江站北站房于2018年1月28日启用，为框架式双层结构，建筑总面积8000平方米。售票厅位于站房东侧，面积230平方米，设有4个人工售票窗口和6台自助售取票机。进站口位于站房一层门斗除，设有安检仪2台和自动验票闸机14台。进站口内即为候车室：候车室为分为上下两层，面积4000平方米，设有自动扶梯2部和850张候车座椅。
在广播方面，镇江站使用的广播提示音与日本东武铁道东上本线常盘台站、和光市站、川越站等车站的发车提示音相同，同样使用这一提示音的还有CRH2系动车组（包括CRH380A）出站后的报站广播。
- 北站房候车室
- 北站房一层候车室
- 进站天桥
- 南站房候车室

### 站场
既有京沪铁路与沪宁城际分场布置。分为普速场和城际场。普速场位于车站北侧，设正线2条、到发线4条，有效长850m；设有460×11×1.2米的基本站台1座、450×9×0.3米、450×12×1.2米的中间站台2座。城际场有沪宁城际高速铁路经过，连镇客运专线自东侧接入，设2站台6线：其中正线2条，到发线4条，有效长度650米；站台为双岛式，规模均为450×12×1.25米。
| 北 | ↓ 侧式站台 | ↓ 侧式站台                                            |
| 北 | 1站台      | 京沪铁路 往上海/北京方向（镇江东站/六摆渡站）         |
| 北 | 2站台      | 京沪铁路 往上海方向（镇江东站）                       |
| 北 | ↑ 侧式站台 |                                                       |
| 北 | 通过线     | 京沪铁路下行列车通过线                                |
| 北 | 通过线     | 京沪铁路上行列车通过线                                |
| 北 | ↓ 侧式站台 |                                                       |
| 北 | 3站台      | 京沪铁路 往北京方向（六摆渡站）                       |
| 北 | 4站台      | 沪宁城际、连镇高速铁路 往上海方向（丹徒站、大港南站） |
| 北 | 岛式站台   |                                                       |
| 北 | 5站台      | 沪宁城际高速铁路 往上海方向（丹徒站）                 |
| 北 | 通过线     | 沪宁城际高速铁路上行列车通过线                        |
| 北 | 通过线     | 沪宁城际高速铁路下行列车通过线                        |
| 北 | 6站台      | 沪宁城际高速铁路 往南京方向（宝华山站）               |
| 北 | 岛式站台   |                                                       |
| 南 | 7站台      | 沪宁城际高速铁路 往南京方向（宝华山站）               |

## 接驳交通

### 公交线路
| 站名                   | 线路 |
| ---------------------- | --- |
| 火车站北广场（始发）   | 2路、3路、4路、24路、32路、86路、302路 |
| 火车站南广场（始发）   | 19路、28路、40路、42路、53路、81路、82路、91路、96路、212路、226路                                                                                  |
| 火车站(北)（中山西路） | 5路、15路、22路、23路、31路、33路、33路支线、101路、105路、118路、123路、204路、221路、601路、601路东昌线、602路、603路、605路、606路、镇扬城际公交 |
| 火车站(南)（黄山南路） | 11路、17路、19路、36路、73路、86路、115路、201路、216路、216路绕行线、221路、611路                                                                  |
| 万达广场（黄山南路）   | 11路、17路、42路、73路、82路、91路、113路、115路、211路、212路、213路、221路、302路、622路、633路、快速通勤1号线                                    |

### 长途汽车
镇江汽车客运站

### 机场巴士
镇江城市候机楼已开通南京禄口国际机场、常州奔牛国际机场的值机和机场巴士服务。

## 下辖车站
镇江直属站是上海铁路局的直属站段之一，管辖镇江境内除句容市外的所有车站，管辖里程为169.02公里。2006年原镇江站下辖的车站划归常州直属站管辖，2011年3月28日起为迎接沪宁城际铁路开通后客货分离的新状态，镇江站又转由苏州站管理，同年10月恢复为上海铁路局直管站，并新增管辖宝华山站。
- 京沪铁路：镇江站、丹阳站、下蜀站、高资站、六摆渡站、镇江东站、丹阳东站、吕城站
- 镇瑞铁路：上隍站、瑞山站
- 沪宁城际高速铁路：宝华山站、镇江站、丹徒站、丹阳站
- 京沪高速铁路：镇江南站、丹阳北站[25]
- 连镇铁路：大港南站、丹徒站

## 事件
2017年3月26日晚上8点05分，一名男子在南京开往上海的G7067次列车进入镇江站时跳入站台，即使列车司机采取了紧急制动措施，该男子仍被列车碾压致死。据知情人介绍，该男子姓陆，上海人，是一名抑郁症患者。